# Exechiopsis pseudofimbriata
Exechiopsis pseudofimbriata är en tvåvingeart som beskrevs av Zaitzev 1999. Exechiopsis pseudofimbriata ingår i släktet Exechiopsis och familjen svampmyggor. Inga underarter finns listade i Catalogue of Life.